# Doktorka Emily
Doktorka Emily (v anglickém originále Emily Owens, M.D.) je americký komediálně-dramatický televizní seriál, jehož autorkou je Jennie Snyder Urman. Premiérově byl vysílán v letech 2012–2013 na stanici The CW. Celkově bylo natočeno 13 dílů, po první řadě byl kvůli nízké sledovanosti zrušen.

## Příběh
Emily Owensová právě vystudovala medicínu a svoji praxi začne na stáži v nemocnici v Denveru, kde, ne až tak náhodně, jako stážista působí i Will Collins, do kterého byla na univerzitě zamilovaná. Brzo však zjistí, že na stejné pozici je tu i její středoškolská nemesis Cassandra Kopelsonová.

## Obsazení
- Mamie Gummer jako Emily Owensová
- Justin Hartley jako Will Collins
- Aja Naomi King jako Cassandra Kopelsonová
- Michael Rady jako Micah Barnes
- Necar Zadegan jako Gina Bandariová
- Kelly McCreary jako Tyra Dupreová

## Vysílání
| Řada | Díly | Premiéra v USA | Premiéra v USA | Premiéra v ČR | Premiéra v ČR  |
| Řada | Díly | První díl      | Poslední díl   | První díl     | Poslední díl   |
| ---- | ---- | -------------- | -------------- | ------------- | -------------- |
| 1    | 13   | 16. října 2012 | 5. února 2013  | 4. ledna 2014 | 15. února 2014 |